# Cal Millàs
Cal Millàs és una casa d'Ivorra (Segarra) inclosa en l'Inventari del Patrimoni Arquitectònic de Catalunya.

## Descripció
Es tracta d'un habitatge situat al carrer Major, al costat d'un dels portals d'accés al municipi. Tot i que exteriorment no es pot observar cap tipus d'element destacable, a l'entrada a la planta baixa de l'habitatge hi ha una estructura coberta a partir de tres arcs apuntats adovellats, separats entre ells uns 2 metres. Estan realitzats amb pedra local, rejuntats amb morter, els quals arrenquen des del terra. L'últim arc es troba escapçat a causa de la construcció, pel que sembla posterior, de l'escala que condueix a l'habitatge superior, més ampla a l'arrencada i amb un tram inicial d'ampit on apareix esculpit un cap humà molt rudimentari.
Entre el primer i el segon arc hi ha una premsa de cargol amb rosca i de fusta, destacant la biga també de fusta on s'enroscava el cargol on apareix gravat: "AÑY 1777".

## Història
Segons la tradició aquest edifici hauria pogut ser un hospital.